# Jacobus Clemens non Papa
Jacobus Clemens non Papa (také Jacques Clément nebo Jacob Clemens non Papa, asi 1510 až 1515 – 1555 nebo 1556) byl nizozemský hudební skladatel renesance, který většinu života žil ve Flandrech. Byl plodným skladatelem mnoha tehdejších žánrů, zejména je známý pro polyfonní zhudebnění žalmů v nizozemštině známá jako Souterliedekens.

## Život
O Clemensově mládí není známo nic, a také informace z doby jeho tvůrčí zralosti jsou útržkovité. Snad se narodil v obci Middelburg v provincii Zeeland, i když to není jednoznačně dokázáno; určitě pocházel z území dnešní Belgie nebo Nizozemska. Poprvé je jednoznačně doložen koncem 30. let 16. století, kdy Pierre Attaingnant v Paříži uveřejnil sbírku jeho písní. Mezi březnem 1544 a červnem 1545 působil jako succentor při katedrále v Brugách a krátce poté zahájil obchodní vztah s Tielmanem Susatem, vydavatelem v Antverpách, který pak trval až do konce jeho života. V letech 1545 až 1549 pravděpodobně byl sbormistrem u Filipa de Croy, vévody z Aerschotu, jednoho z nejvýznamnějších generálů Karla V., kde po něm nastoupil Nicolas Gombert. Roku 1550 byl zaměstnán jako sanger ende componist („zpěvák a skladatel“) Slavným bratrstvem Panny Marie v 's-Hertogenboschi. Je také doloženo, že žil a působil v Yprách a Leidenu. Je navíc možné, že působil i v Dordrechtu.
O původu jeho přívlastku „non Papa“ je několik teorií. Jedna tvrdí, že mu ho ze žertu připojil jeho vydavatel Susato, aby ho odlišil od papeže Klementa VII.: „Jacob Clemens – ale ne Papa (papež).“ Jiná věří, že šlo o odlišení od básníka z Yper jménem Jacobus Papa. Protože však papež Klement VII. zemřel roku 1534, tedy před uveřejněním první Clemensovy skladby, a ani záměna s básníkem odlišného příjmení nebyla příliš pravděpodobná, je přídomek nejspíš šprýmem bez praktického důvodu. Přetrval však celá staletí.
Detaily o Clemesově smrti nejsou známy, došlo k ní však nejspíš roku 1555 nebo 1556. Text Jacoba Vaeta z roku 1558 Continuo lacrimas, nářek nad Clementovou smrtí, naznačuje, že zemřel násilně, ale neuvádí podrobnosti. Podle pramene z roku 1644 byl Clemens pohřben v Diksmuide poblíž Yper na území dnešní Belgie.

## Dílo

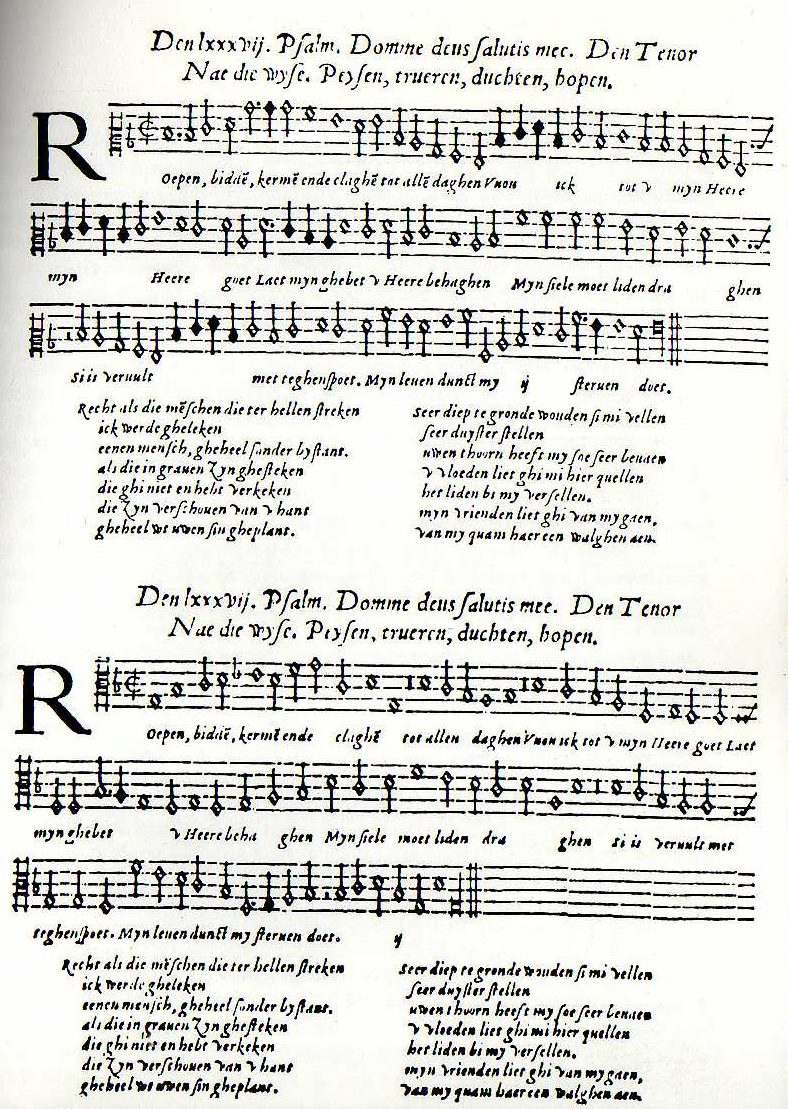
Žalm 87

Na rozdíl od mnoha svých současníků Clemens nejspíš nikdy nebyl v Itálii, takže v jeho hudbě nejsou italské vlivy přítomné. Reprezentuje tak severoevropský dialekt franko-vlámského stylu.
Clemens patřil k hlavním představitelům generace mezi Josquinem a Palestrinou a Orlandem Lassem. Byl především skladatelem duchovní hudby, liturgické i pro soukromé použití. Ta tvoří kolem 80 procent jeho hudby. Z jeho asi 233 motetů mají jen tři světský text, jsou to hymny oslavující hudbu. Složil však také asi 100 světských skladem, zahrnující celou škálu poetických žánrů užívaných skladateli jeho generace. Uvážíme-li, že jeho skladatelská kariéra trvala jen dvě desetiletí, byl Clemens mimořádně plodný autor. Dochovalo se od něj:
- 15 mší, z toho 14 parodických a jedno requiem[2] (většinu z nich publikoval v letech 1555 až 1570 Pierre Phalèse Starší v Lovani); dvě samostatné části mše (Kyrie a Credo)[5]
- 15 Magnificat[6]
- asi 233 motetů[2]
- přes 100 světských skladeb, z toho 89 chansonů (jen 77 z nich je považováno za autentické a bylo zahrnuto do souborného vydání jeho díla),[7] 8 nizozemských písní, 8 skladeb bez textu, 2 písňové tabulatury a 1 instrumentální kánon (autorství nejisté)[2]
- 159 Souterliedekens, tj. zhudebnění žalmů v nizozemštině, jež jako cantus firmus využívají melodie populárních písní.[2]

Ze všech těchto děly byly Souterliedekens asi nejslavnější a nejvlivnější. V letech 1556–1557 je uveřejnil Susato v jeho  Musyck Boexken („Knihách hudby“), IV.–VII. a představují jedinou vícehlasou renesanční protestantskou hudbu v nizozemštině. Clemens se opíral o předchozí svazek Souterliedekens tištěný Symonem Cockem a obsahující monofonní zhudebnění žalmů v nizozemštině. Clemensovy Souterliedekens jsou zároveň prvním úplným polyfonním zhudebněním všech 150 žalmů v nizozemštině. Má se za to, že překlad žaltáře do nizozemštiny vytvořil Willem van Nievelt z Wittenbergu. Clemensovo vedení hlasů je obvykle jednoduché, aby si žalmy mohli lidé zpívat doma. Jako cantus firmus používá dobře známé světské melodie otištěné v Cockově edici včetně pijáckých a milostných písní, balad a jiných tehdy oblíbených popěvků. Většina je tříhlasých a objevuje se 26 různých kombinací hlasů. Některé Souterliedekens jsou založeny na tanečních melodiích a jsou v zásadě homofonní a homorytmické, zatímco jiné používají imitaci. Je zajímavé, že tyto skladby přežily zákaz z roku 1569, kdy vláda vévody z Alby censurovala všechny knihy považované za heretické.
Po Clemensově smrti se jeho díla šířila po Německu, Francii, španělsku a dokonce i v některých kruzích v Anglii. Clemensův vliv byl zvlášť silný v Německu. Franko-vlámský skladatel Orlando di Lasso znal Clemensovu hudbu zvlášť dobře a přejal některé prvky jeho stylu.

## Nahrávky
- Clemens non Papa, Priest And Bon-vivant, Capilla Flamenca, La Caccia, Joris Verdin a Jan Van Outryve, 2005 (KTC 1287)